# 正交頻分多址
正交頻分多址（英語：Orthogonal Frequency Division Multiple Access，OFDMA）是無線通訊系統中的一种多重接取技術，WiMax、LTE都采用OFDMA。
OFDMA是OFDM技術的演進，用户可以选择信道条件较好的子通道（subchannel）进行数据传输，一组用户可以同时接入到某一信道。OFDMA與CDMA不同處在於OFDMA使用大量的正交窄带子載波（subcarrier）來承載資料，與CDMA用單一載波承載單一資料相比，OFDMA更能對抗多路径干扰。
OFDMA技術也可以被描述為一種結合頻域和時域的多路存取，時域的資源分割的時頻空間，插槽分配係由OFDM符號沿指數以及OFDM系統子載波指數（sub-carrier index）。
OFDMA技術被認為非常適合寬帶無線網絡，優勢包括可擴展性和MIMO的便利，並有能力利用通道的頻率選擇性。Wi-Fi從Wi-Fi 6開始使用OFDMA。

## 缺點
1. OFDMA的电子部分较复杂，包括快速傅立葉变换（FFT）和前向纠错（FEC）技术。与结合了数据包调度的OFDM相比，它也有功率不足的弱点。
2. 如果分配到每个用户的副载波很少，或者如果相同的载波被用于每个OFDM符号，频率选择性衰落和分集增益的优势可能至少有部分损失。
3. 处理自邻近单元的同信道干扰时，OFDMA比CDMA更复杂。

## 外部連結
- Orthogonal Frequency Division Multiple Access: is it the multiple access system of the future?，S. Srikanth, V. Kumaran, C. Manikandan et al., AU-KBC Research Center, Anna University, India.